# 笠間電気
笠間電気株式会社（かさまでんき かぶしきがいしゃ）は茨城県西茨城郡笠間町（現・笠間市）に存在した電気事業者である。前身である笠間電灯所は1910年（明治43年）に設立・開業し、茨城県内で2番目に開業した電気事業者となった。笠間電気は笠間電灯所の事業を引き継いで1912年（明治45年）に設立・開業した。後に西茨城電気株式会社・岩間電気株式会社を吸収し、1921年（大正10年）には西茨城郡9町村に電灯・電力供給を行っていた。1922年（大正11年）に茨城電力株式会社と合併した。

## 沿革

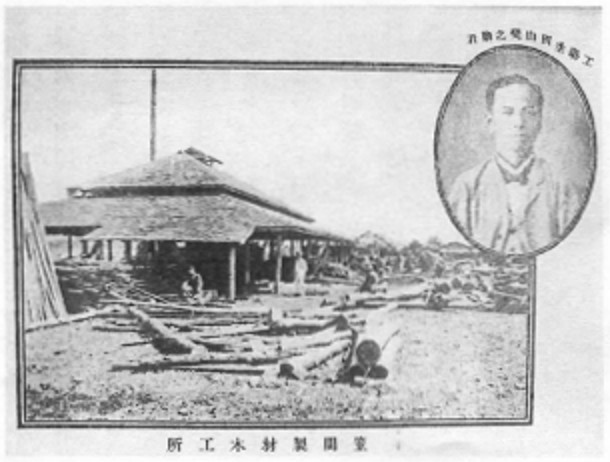
田山が工場主を務めていた製材所

煙草の製造・販売業を営んでいた田山覚之助は、1907年（明治40年）6月に新掘音之助・土谷若松・三村平吉らと共に従業員35名から成る笠間双立製材所を創業した。笠間双立製材所ではセメント樽皮や石油箱を生産していた。後に、事業で生じる廃材を燃料として火力発電を行い電灯供給を行うことを田山は企画した。笠間町の中心部で電灯の予約を募集すると発電能力を超える650灯の予約があり、予約を減らすのに苦労する程であった。
田山が電灯供給事業を実際に始めたのは1910年（明治43年）である。1910年（明治43年）1月に衆議院議員であり電気事業家でもある吉村鉄之助の支援を受け、田山は同年2月25日に笠間電灯所を設立・開業した。茨城県内の電気事業者としては、茨城電気株式会社に次ぐ2番目の開業であった。開業年の契約灯数は520灯であり、笠間発電所（火力発電、認可出力25キロワット）にて発電し、茨城県西茨城郡笠間町に電灯供給していた。
開業後は電気需要が増加し、事業規模拡大のために株式会社の設立を目指すこととなった。1912年（明治45年）3月14日に当時の東京市京橋区にある松本楼にて笠間電気株式会社の発起人総会が開かれた。総会では、下記項目が決められた。
- 吉村の所有する電気事業特許と電気設備、田山の所有する製材所の土地建物諸機械一式を買収して事業を拡張する。
- 資本金を3万円（600株）とし、そのうち400株を笠間町の発起人と有志が引き受け残り200株は東京の発起人と有志が引き受ける。
- 手付金3,000円を支払う。
- 買収完了と同時に会社を設立し、専務取締役の池田千次郎と支配人の田山覚之助には給料を支給するがその他重役・顧問は当分の間は無報酬とする。

総会の翌日には逓信大臣に電気事業譲渡認可申請を提出し、木村信義や飯田栄三郎町長他有力商人14人で、1912年（明治45年）4月21日に創立総会を開いた。創立総会では木村信義取締役社長を始めとする重役の承認が行われた。同年5月20日には再び創立総会が行われ、定款を見直し電灯供給及び製材業を営むことが目的とされた。また、役員の選出が行われ、神坂庚馬・木村信義・笹目宗兵衛・武藤藤兵衛・生沼永保が取締役に、新名幸太・小田峯次郎・塙嘉一郎が監査役に選出された。同年6月10日に逓信大臣より認可され、正式に笠間電気株式会社が発足した。
笠間電気の開業後でも一般家庭では相変わらずランプが使用された。電灯料金が高額だったためである。会社設立から2年後の1914年（大正3年）11月の電灯供給規定によれば、電灯の料金形態には通常灯・従量灯・臨時灯の3種があった。通常灯の料金はタングステン電球10燭光で月55銭、炭素線電球10燭光で月75銭であった。臨時灯の料金はタングステン電球10燭光で1日8銭、炭素線電球10燭光で1日12銭であった。電気器具は笠間電気が貸与していたため、1灯につき毎月10銭の使用料がかかり、工事費は1灯につき60銭であった。タングステン電球10燭光を取り付けようとすると、工事費60銭と月々使用料65銭を支払わなければならなかった。
しかし、経済が好調となり大正期には電灯・電力の需要は増加する一方であった。需要の増加に合わせ、1912年（明治45年）に笠間発電所はサクションガス力発電（設備はガス発生炉・サクションガス機関・発電機）に切り替えられた。ボイラー・蒸気機関・発電機から成る従来の設備は小規模であり、効率が悪く採算不良だったためである。それでも電力不足は解消せず、電源開発や他者からの受電、合併などの対処をする必要性が生じた。
笠間電気の所在地である茨城県西茨城郡には他にも電気事業者が存在した。西茨城郡西那珂村（現・桜川市）には西茨城電気株式会社が、西茨城郡岩間村（現・笠間市）には岩間電気株式会社が存在した。西茨城電気は1914年（大正3年）5月15日から営業を開始した電気事業者で、西茨城郡4村に電灯・電力供給を行っていた。1914年（大正3年）末時点では、需要家632戸に対し計959灯の電灯を供給し、電力35キロワットを笠間電気に供給していた。岩間電気は1916年（大正5年）2月2日から営業を開始した電気事業者で、岩間村に存在した岩間発電所（汽力発電、認可出力10キロワット）にて発電を行い、茨城県西茨城郡岩間村に電灯・電力供給を行っていた。
笠間電気は1916年（大正5年）3月27日に西茨城電気を合併し、1917年（大正6年）4月23日に岩間電気の事業を譲り受けた。茨城電気の社長・前島平は1914年（大正3年）7月から西茨城電気の取締役を務めていたため、笠間電気と西茨城電気の合併後に前島は笠間電気の専務取締役に就任した。合併・事業譲渡により供給区域が西茨城郡内で広がり、契約灯数も4,000灯以上に達した。供給区域拡大に伴い電力不足が生じたため、下野電力株式会社より受電を始めた。
1921年（大正10年）頃になると全国的に電気事業の統合が行われ、日本国政府もこれを推奨した。茨城県内でも事業統合の気運が高まり、茨城電気の前島は多賀電気株式会社等の水戸市周辺の会社統合に取り掛かった。笠間電気も候補となり、笠間電気にとって有利な合併案が茨城電気から提示された。1921年（大正10年）7月に笠間電気と茨城電気は総会を開き、笠間電気は茨城電気に対し合併決議を行い仮契約を結んだ。同年9月1日には茨城電気と多賀電気の合併により茨城電力株式会社が新設された。笠間電気は1921年（大正10年）12月5日に合併許可を得て1922年（大正11年）1月1日付で茨城電力と合併した。笠間電気の社長・木村信義は茨城電力の取締役に就任した。

## 供給区域
笠間電気の前身である笠間電灯所は、1911年（明治44年）には茨城県西茨城郡笠間町内のみを供給区域としていた。笠間電灯所の事業を引き継いだ笠間電気は、1912年（大正元年）から1914年（大正3年）の間に西茨城郡北山内村を供給区域に加え、1916年（大正5年）に同郡4村を供給区域とする西茨城電気を合併したことにより供給区域は同郡6村となった。その後も、西茨城郡岩間村を供給区域とする岩間電気との合併や供給区域拡大により、茨城電力との合併前年の1921年（大正10年）には西茨城郡9村を供給区域とするようになった。1921年（大正10年）6月末時点での笠間電気の電灯・電力供給区域は以下の通り。
- 西茨城郡
  - 笠間町 - 北山内村 - 西那珂村 - 北那珂村 - 東那珂村 - 西山内村 - 宍戸町 - 岩間村 - 南山内村

## 発電所

### 笠間発電所
笠間発電所は1910年（明治43年）2月に笠間電灯所によって造られた。初めの設備はボイラー・蒸気機関・発電機から成る一般的な火力発電設備であった。ボイラーは、東京の安田鉄工所製の多管式ボイラー1基で、常用汽圧80ポンド、加熱面積172平方尺、炉床面積10平方尺であった。蒸気機関は同じく安田鉄工所製の単筒非凝縮式で、出力は40馬力であった。発電機は出力25キロワット、三相交流60ヘルツ、電圧295ボルトであり、これを降圧して50ボルトまたは100ボルトで需要家に供給した。
1912年（明治45年）、笠間発電所の発電方式をサクションガス力発電に切り替えた。発電機は創業時のものをそのまま用い、ボイラー・蒸気機関をガス発生炉・サクションガス機関に置き換えた。サクションガス機関は出力85馬力のものを1基用いた。1915年（大正4年）以降は笠間発電所は用いられず、笠間電気は受電により電力を賄っていた（発電・受電量）。笠間発電所の正確な廃止時期は東京電力の資料にも記載がなく不明である。

### 岩間発電所
笠間電気が1917年（大正6年）に吸収した岩間電気は岩間発電所を所有していた。岩間発電所は岩間電気により造られた汽力発電所で、認可出力は10キロワットであった。発電設備として、15馬力原動機1基と、容量15キロボルトアンペア・三相交流50ヘルツ・電圧3,300ボルトの発電機1基を使用していた。使用開始時期・廃止時期共に東京電力の資料にも記載がなく不明である。ただし、1916年（大正5年）8月末時点では岩間電気の管理下で発電していた。

## 発電・受電量
| 年/月   | 発電所     | 発電種別 | 発電量 [kW] | 受電元     | 受電量 [kW] | 合計 [kW] | 出典   |
| ------- | ---------- | -------- | ----------- | ---------- | ----------- | --------- | ------ |
| 1910    | 笠間発電所 | 汽力     | 25.0        | -          | -           | 25.0      | [ 31 ] |
| 1911    | 笠間発電所 | ガス力   | 28.0        | -          | -           | 28.0      | [ 23 ] |
| 1912    | 笠間発電所 | ガス力   | 28.0        | -          | -           | 28.0      | [ 24 ] |
| 1914    | 笠間発電所 | ガス力   | 28.0        | -          | -           | 28.0      | [ 25 ] |
| 1915    | -          | -        | -           | 西茨城電気 | 35.0        | 35.0      | [ 18 ] |
| 1916    | -          | -        | -           | 下野電力   | 60.0        | 60.0      | [ 27 ] |
| 1917    | -          | -        | -           | 下野電力   | 90.0        | 90.0      | [ 32 ] |
| 1918    | -          | -        | -           | 下野電力   | 90.0        | 90.0      | [ 33 ] |
| 1919    | -          | -        | -           | 下野電力   | 150.0       | 150.0     | [ 34 ] |
| 1921/6  | -          | -        | -           | 下野電力   | 150.0       | 150.0     | [ 35 ] |
| 1921/12 | -          | -        | -           | 帝国電灯   | 170.0       | 170.0     | [ 1 ]  |

- 1910, 1911年は笠間電灯所のデータ。

## 電灯・電力取付数
| 年   | 電灯取付数 | 電灯取付数 | 電灯取付数 | 電力取付数  | 電力取付数      | 電力取付数       | 電力取付数 | 電力取付数    |
| 年   | 需要家数   | 灯数       | 出典       | 電動機 [kW] | 電気事業者 [kW] | 供給先電気事業者 | 合計 [kW]  | 出典          |
| ---- | ---------- | ---------- | ---------- | ----------- | --------------- | ---------------- | ---------- | ------------- |
| 1910 | 150        | 520        | [ 8 ]      | -           | -               | -                | -          | -             |
| 1911 | 163        | 541        | [ 36 ]     | -           | -               | -                | -          | -             |
| 1912 | 197        | 715        | [ 37 ]     | -           | -               | -                | -          | -             |
| 1913 | 275        | 980        | [ 38 ]     | -           | -               | -                | -          | -             |
| 1914 | 471        | 1,293      | [ 17 ]     | -           | -               | -                | -          | -             |
| 1915 | 1,284      | 2,563      | [ 39 ]     | 9.0         | 30.0            | 不明             | 39.0       | [ 40 ]        |
| 1916 | 1,566      | 3,072      | [ 41 ]     | 20.0        | 0.0             | -                | 20.0       | [ 42 ]        |
| 1917 | 2,083      | 4,105      | [ 43 ]     | 26.8        | 0.0             | -                | 26.8       | [ 44 ]        |
| 1918 | -          | -          | -          | 47.7        | 30.0            | 真壁水力電気     | 77.7       | [ 33 ] [ 45 ] |
| 1919 | 2,695      | 5,498      | [ 46 ]     | 78.5        | 30.0            | 真壁水力電気     | 108.5      | [ 47 ] [ 48 ] |
| 1921 | 3,538      | 7,510      | [ 49 ]     | 135.9       | 30.0            | 真壁水力電気     | 165.9      | [ 50 ] [ 51 ] |

- 1910, 1911年は笠間電灯所のデータ。

## 収支及び配当率
| 年   | 収入 [円] | 支出 [円] | 利益 [円] | 配当率 [%] | 配当率 [%] | 出典   |
| 年   | 収入 [円] | 支出 [円] | 利益 [円] | 上期       | 下期       | 出典   |
| ---- | --------- | --------- | --------- | ---------- | ---------- | ------ |
| 1910 | 3,275     | 2,674     | 601       | -          | -          | [ 52 ] |
| 1911 | 5,278     | 3,711     | 1,567     | -          | -          | [ 53 ] |
| 1912 | 7,355     | 5,941     | 1,414     | 3.4        | 3.4        | [ 54 ] |
| 1913 | 7,699     | 4,917     | 2,782     | 10.0       | 10.0       | [ 55 ] |
| 1914 | 7,992     | 5,258     | 2,734     | 10.0       | 10.0       | [ 56 ] |
| 1915 | 11,283    | 8,087     | 3,196     | 10.0       | 9.0        | [ 57 ] |
| 1916 | 26,756    | 17,305    | 9,451     | 8.0        | 9.0        | [ 58 ] |
| 1917 | 31,209    | 19,021    | 12,188    | 9.0        | 9.0        | [ 59 ] |
| 1918 | 42,724    | 24,049    | 18,675    | 10.0       | 11.0       | [ 60 ] |
| 1919 | 58,455    | 38,807    | 19,648    | 11.0       | 9.0        | [ 61 ] |
| 1921 | 94,162    | 58,498    | 35,664    | 15.0       | 20.0       | [ 3 ]  |

- 1910, 1911年は笠間電灯所のデータ。